# Fernanda da Silva

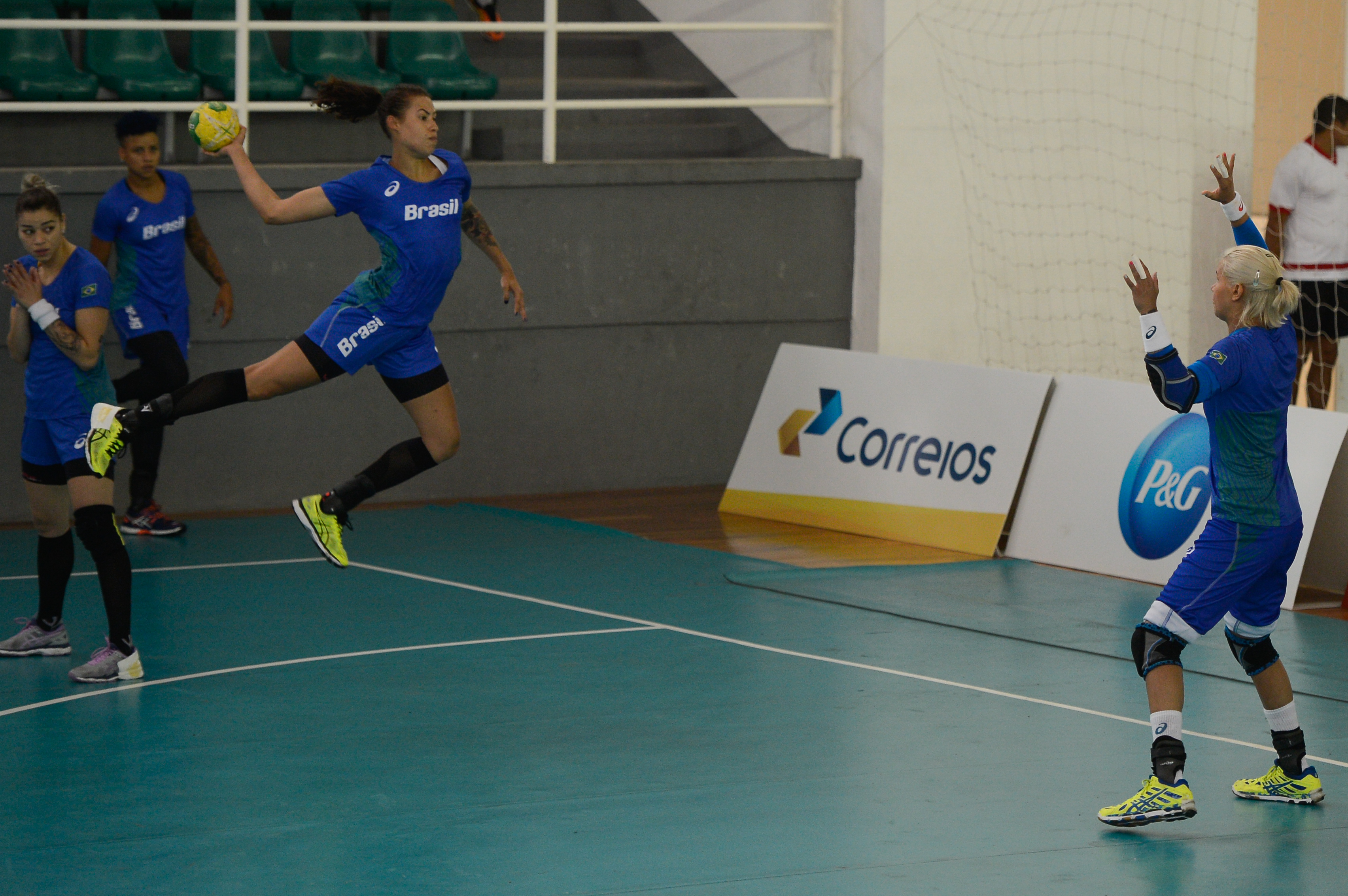
Rio de Janeiro - A Seleção Brasileira Feminina de Handebol faz treino aberto na Escola de Educação Física do Exército, na Urca, zona sul da capital (Tomaz Silva/Agência Brasil)

Fernanda França da Silva (São Bernardo do Campo, 25 de setembro de 1989) é uma jogadora brasileira de handebol que joga como ponta esquerda. Atualmente defende o Hypo Niederösterreich.
Integrou a delegação nacional que disputou os Jogos Pan-Americanos de 2011, em Guadalajara, no México, Fernanda conquistou a medalha de ouro e vaga nos Jogos Olímpicos de 2012. Foi campeã mundial com a seleção em 2013 na Sérvia.

## Carreira

### Clubes
Começou a jogar handebol aos 15 anos no Metodista/São Bernardo. Em fevereiro de 2010, foi contratada pelo clube espanhol Parc Sagunto. No time espanhol, Fernanda disputou o campeonato nacional da primeira divisão e um torneio europeu, a Copa EHF.
Em 2011 acertou com o Hypo Niederösterreich da Áustria, junto com mais sete brasileiras entre elas as companheiras de seleção Alexandra, Dani Piedade, Fran, Babi e Ana Paula. Fernanda ganhou em duas temporada o campeonato austríaco e a Copa OHB da Áustria. Na temporada 2012/13 o time foi eliminado na  primeira fase da Liga dos Campeões de Handebol Feminino - EHF, mas se classificou para a Recopa da Europa. O Hypo chegou à final e venceu a última partida contra o clube francês Paris Issy. Nos dois jogos, a brasileira marcou um total de dez gols. Em 2013 foi eleita a melhor ponta esquerda do campeonato nacional. Em 2014 acertou sua ida ao CSM Bucuresti da Roménia.

### Seleção
Sua primeira convocação foi para a seleção brasileira juvenil e posteriormente foi incluída na seleção principal. Com a seleção brasileira, ela foi vice-campeã do Campeonato Panamericano de 2009 no Chile. Consagrou-se campeã do mesmo torneio em 2011 no Brasil e 2013 na República Dominicana, sendo a artilheira da competição, com 55 gols marcados. Esteve com a seleção nos Jogos Pan-Americanos de 2011 em Guadalajara. Lá ganhou a medalha de ouro e contribuiu marcando cinco gols na final contra a Argentina. Ficou em sexto lugar nas Olimíadas de Londres em 2012. No ano de 2013, foi campeã da Provident Cup na Hungria e campeã do Sul-Americano na Argentina, garantindo uma vaga para o mundial. Fernanda disputou Campeonato Mundial em 2009, 2011 e 2013. No Campeonato Mundial de 2013 na Sérvia, ela comemorou a conquista invicta do seu primeiro título mundial, marcando quatro gols na decisão contra as donas da casa. Em 2014 foi campeã dos Jogos Sul-Americanos no Chile.

## Principais conquistas

### Títulos
Hypo Niederösterreich
- Bicampeã da Liga Nacional: 2012 e 2013
- Bicampeã da Copa da Áustria: 2012 e 2013
- Campeã da Recopa da Europa: 2012/13

Seleção Brasileira
- Campeã Mundial: 2013
- Bicampeã do Campeonato Pan-Americano: 2011 e 2013[12]
- Campeã do Jogos Pan-Americanos: 2011
- Campeã dos Jogos Sul-Americanos: 2014
- Campeã Sul-Americana: 2013
- Campeã da Provident Cup: 2013
- Bicampeã Pan-Americana Juvenil[12]

### Prêmios
Hypo Niederösterreich
- Melhor ponta esquerda de 2013

Seleção Brasileira
- Artilheira do Campeonato Pan-Americano de Handebol Feminino de 2013